# Walaa!
Walaa! ist ein Dokumentarfilm über die israelisch-palästinensische Fußballspielerin Walaa Hussein.

## Inhalt
Die 23-jährige Walaa Hussein, die der palästinensischen Minderheit in Israel angehört, ist eine erfolgreiche Fußballspielerin in der palästinensischen Frauen-Nationalmannschaft wie auch in einem israelischen Ligaverein. Mutter und Bruder bewerten ihren Lebensstil kritisch, doch Walaa will Fußball spielen. Sie hat keinen Ehemann und verzichtet auf das Kopftuch. Man begleitet Walaa beim Training, beim Feiern und bei langen Autofahrten zwischen den Checkpoints.

## Kritik
„Noemi Schneider erweist mit ihrer Doku einer jungen Frau die Ehre, die mit ihrer Willenskraft demonstriert, dass es auch unter widrigen Umständen möglich ist, sich selbst zu verwirklichen.“